# 杉原隆盛
杉原 隆盛（すぎはら たかもり）は、戦国時代の武将。備後国御調郡木梨庄の鷲尾山城を本拠とする国人・備後杉原氏当主。毛利氏の家臣。同族に杉原盛重などがいる。

## 生涯
備後国御調郡木梨庄を本拠とする国人である杉原光恒の子として生まれる。
天文12年（1543年）6月、備後国へ攻め寄せた尼子氏の攻撃によって鷲尾山城は落城。父・光恒は自害し、隆盛も捕縛され尼子氏の本拠である出雲国へ連行された。しかし、隆盛の従兄弟である杉原盛兼を中心とする杉原氏家臣団がは隆盛の奪還を狙った結果、隆盛は出雲国からの逃亡に成功し、大内義隆の支援で杉原氏を再興した。
家名を再興してからは毛利元就に従って小早川隆景の指揮下に属し、天文21年（1552年）頃には隆景と義兄弟の契りを交わした。
弘治3年（1557年）12月2日に毛利元就・隆元父子と毛利氏に属する備後国の諸領主が連名で乱暴狼藉を行った兵に対する処罰や勝手な陣払いの禁止を誓約した傘連判状形式の起請文に隆盛も「杉原越前守隆盛」と署名している。
永禄10年（1567年）には毛利輝元から長門国豊浦郡宇賀荘において100貫を与えられたが、永禄10年（1567年）から永禄13年（1570年）の間に、西隣の石原忠直に鷲尾山城を急襲され、流れ矢に当たり戦死した。